# Edward Martuszewski
Edward Zbigniew Martuszewski, (ur. 14 marca 1921 w Paluchowie w gminie Kurów, powiat puławski, zm. 27 lipca 1982 w Olsztynie) – polski publicysta, krytyk literacki i teatralny, tłumacz, eseista, prozaik, historyk i bibliofil.

## Życie i działalność
Pierworodny syn Edwarda Antoniego i Kazimiery z domu Pieszczoch nauczycieli zatrudnionych w szkołach wiejskich powiatu puławskiego. Dzieciństwo spędził w Józefowie nad Wisłą. W 1931 cała rodzina Martuszewskich (rodzice oraz synowie: Edward, Eugeniusz, Kazimierz) przeprowadza się do Lubawy ówczesnym pograniczu polsko-niemieckim. W 1935 rodzina powiększa się o córkę Marię oraz przeprowadza się do Działdowa. W maju 1939 składa egzamin maturalny w liceum humanistycznym.
Okres okupacji spędził w Pułtusku gdzie pracował na stacji benzynowej jako stróż nocny. Drogą samokształcenia poznał w tym okresie kilka języków obcych (angielski, francuski, hiszpański, niemiecki, portugalski, rosyjski i włoski).
W maju 1945 pracował w Polskiej Agencji Prasowej „Polpress” na Wybrzeżu, mieszkał w Sopocie. W listopadzie wstąpił w związek małżeński z Ireną Wróbel. Od grudnia 1945 pracował w rozgłośni Polskiego Radia w Gdańsku.
W 1946 debiutował jako publicysta na łamach prasy literackiej między innymi miesięcznika „Wiatr od morza”. W styczniu 1947 urodził mu się pierwszy syn Zbigniew. W latach 1948–1953 mieszkał w Łodzi. W tym okresie urodził się jego syn Aleksander.
Zatrudniony początkowo w Wytwórni Filmów Fabularnych, redakcji „Głosu Robotniczego”, łódzkiej rozgłośni Polskiego Radia. Jednocześnie współpracował z tygodnikiem „Wieś”, zamieszczając tam liczne przekłady literackie(22).
W 1952 ukazała się przełożona przez niego z języka hiszpańskiego powieść Benito Pereza Galdosa „Donia Perfecta” wyd. Książka i Wiedza.
W sierpniu 1953 przeprowadził się z rodziną do Ostródy, gdzie podjął pracę jako kierownik w Powiatowym Domu Kultury, następnie jako sekretarz Powiatowego Oddziału Towarzystwa Wiedzy Powszechnej. Współpracował również z miejscową prasą i radiem. W latach 1954–1956 napisał i opublikował we fragmentach powieść biograficzną o Gustawie Gizewiuszu. Na wiosnę 1956 urodził mu się trzeci syn Edward. Od 1957 do 1960 był redaktorem rozgłośni olsztyńskiej Polskiego Radia. W 1959 otrzymał nagrodę artystyczną WRN oraz został przyjęty do PZPR. W 1960 w Wydawnictwie Pojezierze opublikował antologię „W oczach poetów Warmia i Mazury 1945-1960”. Od 1957 był członkiem a w 1961 został wiceprezesem olsztyńskiego oddziału Związku Literatów Polskich.
Od 1960 do 1966 był kierownikiem literackim Teatru im. Stefana Jaracza w Olsztynie. Po studiach eksternistycznych na Wydziale Filozoficzno-Historycznym Uniwersytetu Poznańskiego otrzymał w 1965 tytuł magistra. W tym samym roku wydał książkę pt. Nawet kamień poświęconą w całości sprawom Warmii i Mazur.
W 1966 zamieszkał na stałe w Olsztynie współpracując z Głosem Olsztyńskim (od 1970 Gazetą Olsztyńską), Komunikatami Mazursko-Warmińskimi”, miesięcznikiem Warmia i Mazury.
W 1967 powraca do pracy w olsztyńskiej rozgłośni Polskiego Radia, w której od 1975 roku pełnił obowiązki kierownika redakcji literackiej.
W 1970 wydaje drugi raz antologię wierszy Warmia i Mazury w oczach poetów 1940-1970. W badaniach naukowych koncentruje się głównie na dziejach ludności mazurskiej w XIX wieku. W 1976 zostaje zatrudniony w Stacji Naukowej Polskiego Towarzystwa Historycznego w Olsztynie obejmując obowiązki kierownika. 18 czerwca 1980 uzyskuje na Uniwersytecie Wrocławskim stopień naukowy doktora na podstawie rozprawy pt. „Die polnische Sprachfrage in Preußen” Gustawa Gizewiusza jako źródło do badań nad germanizacją szkolnictwa na Mazurach w pocz. XIX w..
Pogarszający się stan zdrowia powstrzymuje dalsze badania i plany a kolejny zawał staje się przyczyną zgonu w nocy 27 lipca 1982.
Został pochowany na cmentarzu komunalnym w Olsztynie (kw. 2A rząd 1 grób 17).

## Twórczość

### Antologie
- Warmia i Mazury w oczach poetów 1945-1960, Pojezierze, Olsztyn 1960
- Warmia i Mazury w oczach poetów 1940-1970, Pojezierze, Olsztyn 1970

### Publikacje książkowe
- Nawet kamień, Wyd. Łódzkie, Łódź, 1965
- Mazury i Warmia w literaturze polskiej, WK FJN, Olsztyn 1966
- 49 listów z powodu Braci Czeskich, Wydawnictwo Łódzkie, Łódź 1971
- Polscy i niepolscy Prusacy, Pojezierze, Olsztyn 1974
- Z dziejów Ostródy, Nidzicy i powiatu nidzickiego, Pojezierze, Olsztyn 1976
- Coś z życia które minęło, Pojezierze, Olsztyn 1986 (pośmiertnie)
- „Die polnische Sprachfrage in Preußen” Gustawa Gizewiusza jako źródło do badań nad dziejami germanizacji szkolnictwa na Mazurach, Towarzystwo Naukowe I OBN im. Wojciecha Kętrzyńskiego, Olsztyn 2001 (pośmiertnie)

### Przekłady
- Perez Galdos Benito: Donia Perfecta, Książka i Wiedza, Warszawa 1952
- Miguel de Cervantes: Teatr Cudów, Teatr Wybrzeże, Gdańsk 1953
- Miguel de Cervantes: Czujna straż, Teatr Wybrzeże, Gdańsk 1953
- Tirso de Molina: Pobożna Marta, Teatr Ziemi Łódzkiej, Łódź 1965
- Sender Jose Ramón: Miejsce człowieka. Requiem dla hiszpańskiego chłopa, PIW, Warszawa 1969
- Ernest Wiechert: Las umarłych, Pojezierze, Olsztyn 1972; (wyd II-1988)
- Ernest Wiechert: Pani majorowa, Pojezierze, Olsztyn 1977; (wyd II 1984)

### Scenariusze filmowe
- Spojrzyj ciekawy czytelniku, współautor z Bronisławem Sałudą; Olsztyn 1969

## Nagrody i odznaczenia
- 1952 – pierwsza nagroda na konkursie Wydziału Kultury Rady Narodowej m. Łodzi na jednoaktówkę – za „Teatr cudów” (Cervantes)
- Srebrny Krzyż Zasługi
- Złota Odznaka honorowa „Zasłużony dla Warmii i Mazur”
- Odznaka 1000-lecia Państwa Polskiego – nagroda artystyczna za publicystykę Wojewódzkiej Rady Narodowej w Olsztynie w 1959 roku.